# Pardosa medialis
Pardosa medialis là một loài nhện trong họ Lycosidae.
Loài này thuộc chi Pardosa. Pardosa medialis được Richard C. Banks miêu tả năm 1898.